# Kosmos 455
O Kosmos 455 (em russo: Космос 455) também denominado DS-P1-Yu Nº 47, foi um satélite artificial soviético lançado ao espaço com sucesso no dia 17 de novembro de 1971 através de um foguete Kosmos-2I a partir do Cosmódromo de Plesetsk.

## Características
O Kosmos 455 foi o quadragésimo sétimo membro da série de satélites DS-P1-Yu e o quadragésimo segundo lançado com sucesso após o fracasso dos lançamentos do segundo, do vigésimo terceiro, do trigésimo segundo, do quadragésimo e do quadragésimo quarto membros da série. Sua missão era auxiliar sistemas antissatélites e antimíssil soviéticos.
O Kosmos 455 foi injetado em uma órbita inicial de 516 km de apogeu e 282 km de perigeu, com uma inclinação orbital de 71 graus e um período de 92,2 minutos. Reentrou na atmosfera terrestre em 9 de abril de 1972.